# Dowlais
Dowlais (ˈdɔu̯lai̯s) ist ein Stadtteil von Merthyr Tydfil mit dem Status einer Community im Merthyr Tydfil County Borough in Wales. Bei der Volkszählung 2022 hatte der Ort 4.099 Einwohner. Dowlais ist bekannt für seine historische Rolle in der Eisenindustrie (ironworking); zeitweise beschäftigten die Dowlais Ironworks (Dowlais Iron Company) 5.000 Menschen und das Werk war zu dieser Zeit das größte weltweit.

## Name
Der Name kommt vom Walisischen du für schwarz und glais für Strom.

## Geschichte
Dowlais durfchlief im 18. und 19. Jahrhundert eine enorme Entwicklung durch den Ausbau der Dowlais Ironworks. Mitte der 1840er waren zwischen 5.000 und 7.000 Männer, Frauen und Kinder dort beschäftigt. Von Anfang des 19. Jahrhunderts bis Mitte der 1800er wurden die Eisenwerke von Sir John Josiah Guest und ab 1833 auch von seiner Frau Lady Charlotte Guest geleitet. Lady Guest führte auch Wohlfahrts-Maßnahmen für die Eisenarbeiter ein. Sie baute eine Kirche und eine Bibliothek. Die Schule (von 1819) wurde ausgebaut und verbessert und wurde die „vielleicht wichtigste und fortschrittlichste Schule, nicht nur in der Industriegeschichte von Südwales, sondern in ganz Großbritannien.“ In den 1850ern, nach Sir Johns Tod, wurde das Werk unter die Kontrolle eines Board of Trustees gestellt. 1865 wurde das Bessemer-Verfahren eingeführt und £33.000 wurden für neue Stahlöfen aufgewendet. Die Stahlproduktion in Dowlais endete letztlich 1936 in Folge der Weltwirtschaftskrise, die Eisengießerei wurde bis 1987 betrieben.
Dowlais gehörte ursprünglich zur Gemeinde (Parish) Merthyr Tydfil. 1872 hatte der Ort 15.590 Einwohner.

## Verwaltung
Dowlais ist noch immer ein Wahlbezirk (Electoral Ward). 2003 wurde Dowlais von dem unabhängigen Abgeordneten und Bürgermeister von Merthyr Tydfil, John Pritchard, vertreten.

## Sehenswürdigkeiten
Von den Viktorianischen Gebäuden, die bis in die 1930er das Ortsbild prägten ist kaum noch etwas übrig. Zwei bemerkenswerte Gebäude aus dieser Zeit sind das Engine House, das heute als Community Centre genutzt wird, und der Stable Block, heute Sozialwohnungen.
Das Herrenhaus Dowlais House, wo John Guest und Charlotte Guest lebten und wo Charlotte Guest das Mabinogion übersetzte, wurde leider zerstört. Die Guest Memorial Library, 1863 von Charlotte Guest in Auftrag gegeben und von Charles Barry entworfen, steht noch.
St John’s Church, ein denkmalgeschütztes Gebäude beherbergt die Grabstätten mehrerer bedeutender Persönlichkeiten, unter anderem von John Guest, der die Kirche 1827 erbauen ließ. St John’s wurde 1997 geschlossen wurde aber mit Geld der Regierung (Welsh Government) konserviert.

## Sport
In Dowlais spielt der Rugby-Union-Club, Dowlais RFC.

## Persönlichkeiten
- Laura Ashley, Modedesignerin
- Dai Astley, Fußballspieler
- Richard Davies, Schauspieler
- Thomas Nathaniel Davies, Künstler
- David William Evans, Jurist und Rugbyspieler
- Horace Evans, 1. Baron Evans, königlicher Arzt
- Lady Charlotte Guest, Übersetzerin
- Ivor Guest, 1. Baron Wimborne, Industrieller
- John Josiah Guest, Industrieller, Ingenieur
- Richard Harrington, Schauspieler
- Robert Alwyn Hughes, Künstler
- Heinz Koppel, Künstler
- Michael Gustavius Payne, Künstler
- Robert Rees, Tenor
- Glanmor Williams, Historiker
- Gwyn Alf Williams, Historiker